# Jardín de la Reina (Alcázar de Madrid)

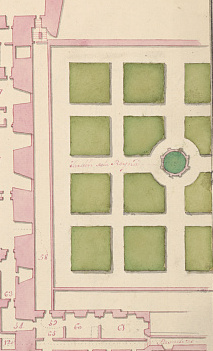
Vista parcial del Jardín de la Reina, en su diseño original en una copia del Plano de Gómez de Mora (c.1626)

El jardín de la Reina fue un desaparecido espacio verde, enclavado en el Alcázar de Madrid que ardería en 1734.

## Historia
Tras las reformas de ampliación emprendidas por Carlos I en el Alcázar, este dobló su superficie mediante la adición de tres crujías alrededor de un patio, conocido como de la Reina, hacia el este. 
En línea con esta ampliación a los pies de la fachada exterior al oriente del Alcázar, se dispuso un jardín trazado entre 1582 y 1585. En ese momento este jardín fue conocido como jardín de las Infantas, ya que en ese momento se encontraba al pie del cuarto reservado a las infantas y el del Príncipe.
Posteriormente, el jardín sería conocido como jardín de la Reina ya que correspondía al cuarto de la Reina que se situaba en el primer piso, alrededor del cuarto de la Reina y por tanto no con vistas a este jardín.

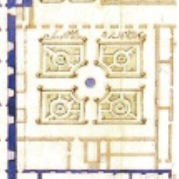
El jardín hacia 1705. A la izquierda se ve el piso bajo, correspondiente al cuarto de la Reina situado en el cuarto alto.

De acuerdo con el plano levantado en 1705 por Teodoro Ardemans, el jardín había pasado de dieciséis a cuatro cuadros y presentaba un diseño de gusto barroco francés.
Hacia 1996 desaparecerían los últimos vestigios del jardín.

## Descripción
El jardín seguía el esquema clásico del tipo de jardín renacentista. Al norte contaba con un importante contrafuerte o murallón que ayudaba a nivelar el jardín.
Contaba con un diseño formal conformado por dieciséis cuadros agrupados en cuatro grupos de cuatro, alrededor de dos ejes, paralelo y perpendicular, respectivamente a la fachada del Alcázar. En la intersección de ambos ejes, los cuadrados se redondeaban para permitir el paso alrededor de una fuente renacentista de planta circular. La fuente estaba adornada por columnas de mármol pardo y figuras.

### Individuales
1. ↑  Esetena. «Los jardines renacentistas del Real Alcázar (2): el Jardín del Rey». Consultado el 14 de octubre de 2023.